# Танден, Нира
Ни́ра Та́нден (англ. Neera Tanden; род. 10 сентября 1970, Бедфорд, Массачусетс) — американская госслужащая и консультант. Была доверенным лицом кандидата в президенты США Хиллари Клинтон на выборах 2016 года. Нира Танден возглавляет «Центр американского прогресса» (Center for American Progress), американский исследовательский центр.

## Биография
Родилась 10 сентября 1970 года в Бедфорде, штат Массачусетс. Окончила Калифорнийский университет в Лос-Анджелесе с дипломом бакалавра наук, затем получила степень доктора права в Йельской школе права. Работала в администрации президента Клинтона.
В качестве старшего советника Министерства здравоохранения США принимала участие в подготовке реформы здравоохранения в президентство Барака Обамы.
Танден руководила избирательной кампанией Хиллари Клинтон в 2008 году и была доверенным лицом кандидата в президенты США Хиллари Клинтон на выборах 2016 года.
В 2011 году возглавила основанный Джоном Подеста либеральный мозговой трест «Центр американского прогресса».
1 декабря 2020 года избранный президент США Джо Байден обнародовал состав финансово-экономического блока своего будущего кабинета, предложив кандидатуру Ниры Танден на должность директора Административно-бюджетного управления.
2 марта 2021 года Байден объявил о снятии кандидатуры Танден с рассмотрения Сената по её просьбе, когда возникли сомнения в возможности благоприятного исхода голосования после обнародования критических отзывов Танден о законодателях в Твиттере.

## Семья
Нира Танден родилась в семье иммигрантов из Индии, которые развелись, когда ей было пять лет, и Ниру с братом воспитывала мать.
В 1999 году вышла замуж за художника Бенджамина Эдвардса (благодаря содействию первой леди Хиллари Клинтон, свадебная вечеринка состоялась в Жёлтом овальном кабинете Белого дома).